# Eisschnelllauf-Sprintweltmeisterschaft 1977
Die 8. Eisschnelllauf-Sprintweltmeisterschaft wurde vom 26. bis 27. Februar im niederländischen Alkmaar (De Meent) ausgetragen.

## Wettbewerb
- 52 Sportler aus 15 Nationen nahmen am Mehrkampf teil

| Teilnehmende Nationen              | Teilnehmende Nationen                               | Teilnehmende Nationen              | Teilnehmende Nationen                   |
| ---------------------------------- | --------------------------------------------------- | ---------------------------------- | --------------------------------------- |
| Belgien Kanada Finnland Frankreich | BR Deutschland Vereinigtes Königreich Italien Japan | Niederlande Norwegen Polen Schweiz | Schweden Sowjetunion Vereinigte Staaten |

### Frauen

#### Endstand
- Zeigt die zwölf erfolgreichsten Sportlerinnen der Sprint-WM

| Rang | Name                      | 1. Lauf 500 Meter | Pkt.  | 1. Lauf 1.000 Meter | Pkt.  | 2. Lauf 500 Meter | Pkt.  | 2. Lauf 1.000 Meter | Pkt.  | Gesamt- pkt. |
| ---- | ------------------------- | ----------------- | ----- | ------------------- | ----- | ----------------- | ----- | ------------------- | ----- | ------------ |
| 1    | Sylvia Burka              | 44,90 (3)         | 44,90 | 1:28,80 (1)         | 44,40 | 43,86 (2)         | 43,86 | 1:27,91 (1)         | 43,95 | 177,115      |
| 2    | Leah Poulos               | 44,75 (2)         | 44,75 | 1:32,00 (10)        | 46,00 | 43,94 (3)         | 43,94 | 1:29,71 (3)         | 44,85 | 179,545      |
| 3    | Haitske Valentijn-Pijlman | 45,13 (4)         | 45,13 | 1:31,20 (7)         | 45,60 | 44,64 (5)         | 44,64 | 1:30,25 (9)         | 45,12 | 180,495      |
| 4    | Pat Durnin                | 45,20 (5)         | 45,20 | 1:30,60 (4)         | 45,30 | 44,95 (11)        | 44,95 | 1:30,21 (8)         | 45,10 | 180,555      |
| 5    | Kim Kostron               | 44,67 (1)         | 44,67 | 1:30,80 (5)         | 45,40 | 45,34 (15)        | 45,34 | 1:30,43 (11)        | 45,21 | 180,625      |
| 6    | Sijtje van der Lende      | 45,75 (13)        | 45,75 | 1:30,20 (3)         | 45,10 | 45,06 (12)        | 45,06 | 1:30,08 (6)         | 45,04 | 180,950      |
| 7    | Beth Heiden               | 45,47 (10)        | 45,47 | 1:31,80 (8)         | 45,90 | 44,94 (10)        | 44,94 | 1:29,90 (4)         | 44,95 | 181,260      |
| 8    | Bjørg Eva Jensen          | 45,48 (11)        | 45,48 | 1:31,10 (6)         | 45,55 | 45,51 (18)        | 45,51 | 1:30,17 (7)         | 45,08 | 181,625      |
| 9    | Joke van Rijssel          | 45,33 (6)         | 45,33 | 1:31,90 (9)         | 45,95 | 45,27 (13)        | 45,27 | 1:30,37 (10)        | 45,18 | 181,735      |
| 10   | Anna Lenner               | 45,39 (8)         | 45,39 | 1:32,90 (15)        | 46,45 | 44,65 (6)         | 44,65 | 1:32,22 (17)        | 46,11 | 182,600      |
| 11   | Ann-Sofie Järnström       | 45,84 (14)        | 45,84 | 1:32,60 (14)        | 46,30 | 44,77 (8)         | 44,77 | 1:31,39 (13)        | 45,69 | 182,605      |
| 12   | Annie Borckink            | 46,25 (19)        | 46,25 | 1:32,40 (12)        | 46,20 | 45,77 (21)        | 45,77 | 1:30,04 (5)         | 45,02 | 183,240      |

#### 1. Lauf 500 Meter
| Platz | Name                      | Land               | Zeit  | Punkte |
| ----- | ------------------------- | ------------------ | ----- | ------ |
| 1     | Kim Kostron               | Vereinigte Staaten | 44,67 | 44,67  |
| 2     | Leah Poulos               | Vereinigte Staaten | 44,75 | 44,75  |
| 3     | Sylvia Burka              | Kanada             | 44,90 | 44,90  |
| 4     | Haitske Valentijn-Pijlman | Niederlande        | 45,13 | 45,13  |
| 5     | Pat Durnin                | Kanada             | 45,20 | 45,20  |
| 6     | Joke van Rijssel          | Niederlande        | 45,33 | 45,33  |
| 7     | Makiko Nagaya             | Japan              | 45,38 | 45,38  |
| 8     | Anna Lenner               | Schweden           | 45,39 | 45,39  |
| 9     | Pirjo Hyvärinen           | Finnland           | 45,42 | 45,42  |
| 10    | Beth Heiden               | Vereinigte Staaten | 45,47 | 45,47  |
|       |                           |                    |       |        |
| 20    | Brigitte Flierl           | BR Deutschland     | 46,89 | 46,89  |

#### 1. Lauf 1.000 Meter
| Platz | Name                      | Land               | Zeit    | Punkte |
| ----- | ------------------------- | ------------------ | ------- | ------ |
| 1     | Sylvia Burka              | Kanada             | 1:28,80 | 44,40  |
| 2     | Vera Bryndzei             | Sowjetunion        | 1:30,00 | 45,00  |
| 3     | Sijtje van der Lende      | Niederlande        | 1:30,20 | 45,10  |
| 4     | Pat Durnin                | Kanada             | 1:30,60 | 45,30  |
| 5     | Kim Kostron               | Vereinigte Staaten | 1:30,80 | 45,40  |
| 6     | Bjørg Eva Jensen          | Norwegen           | 1:31,10 | 45,55  |
| 7     | Haitske Valentijn-Pijlman | Niederlande        | 1:31,20 | 45,60  |
| 8     | Beth Heiden               | Vereinigte Staaten | 1:31,80 | 45,90  |
| 9     | Joke van Rijssel          | Niederlande        | 1:31,90 | 45,95  |
| 10    | Leah Poulos               | Vereinigte Staaten | 1:32,00 | 46,00  |
|       |                           |                    |         |        |
| 22    | Brigitte Flierl           | BR Deutschland     | 1:36,50 | 48,25  |

#### 2. Lauf 500 Meter
| Platz | Name                      | Land               | Zeit  | Punkte |
| ----- | ------------------------- | ------------------ | ----- | ------ |
| 1     | Vera Bryndzei             | Sowjetunion        | 43,65 | 43,65  |
| 2     | Sylvia Burka              | Kanada             | 43,86 | 43,86  |
| 3     | Leah Poulos               | Vereinigte Staaten | 43,94 | 43,94  |
| 4     | Lisbeth Korsmo-Berg       | Norwegen           | 44,52 | 44,52  |
| 5     | Haitske Valentijn-Pijlman | Niederlande        | 44,64 | 44,64  |
| 6     | Anna Lenner               | Schweden           | 44,65 | 44,65  |
| 7     | Paula-Irmeli Halonen      | Finnland           | 44,74 | 44,74  |
| 8     | Ann-Sofie Järnström       | Schweden           | 44,77 | 44,77  |
| 9     | Silvia Brunner            | Schweiz            | 44,89 | 44,89  |
| 10    | Beth Heiden               | Vereinigte Staaten | 44,94 | 44,94  |
|       |                           |                    |       |        |
| 14    | Brigitte Flierl           | BR Deutschland     | 45,29 | 45,29  |

#### 2. Lauf 1.000 Meter
| Platz | Name                      | Land               | Zeit    | Punkte |
| ----- | ------------------------- | ------------------ | ------- | ------ |
| 1     | Sylvia Burka              | Kanada             | 1:27,91 | 43,95  |
| 2     | Vera Bryndzei             | Sowjetunion        | 1:29,48 | 44,74  |
| 3     | Leah Poulos               | Vereinigte Staaten | 1:29,71 | 44,85  |
| 4     | Beth Heiden               | Vereinigte Staaten | 1:29,90 | 44,95  |
| 5     | Annie Borckink            | Niederlande        | 1:30,04 | 45,02  |
| 6     | Sijtje van der Lende      | Niederlande        | 1:30,08 | 45,04  |
| 7     | Bjørg Eva Jensen          | Norwegen           | 1:30,17 | 45,08  |
| 8     | Pat Durnin                | Kanada             | 1:30,21 | 45,10  |
| 9     | Haitske Valentijn-Pijlman | Niederlande        | 1:30,25 | 45,12  |
| 10    | Joke van Rijssel          | Niederlande        | 1:30,37 | 45,18  |
|       |                           |                    |         |        |
| 21    | Brigitte Flierl           | BR Deutschland     | 1:34,79 | 47,39  |

### Männer

#### Endstand
- Zeigt die zwölf erfolgreichsten Sportler der Sprint-WM

| Rang | Name                  | 1. Lauf 500 Meter | Pkt.  | 1. Lauf 1.000 Meter | Pkt.  | 2. Lauf 500 Meter | Pkt.  | 2. Lauf 1.000 Meter | Pkt.  | Gesamt- pkt. |
| ---- | --------------------- | ----------------- | ----- | ------------------- | ----- | ----------------- | ----- | ------------------- | ----- | ------------ |
| 1    | Eric Heiden           | 39,68 (2)         | 39,68 | 1:19,34 (1)         | 39,67 | 39,31 (6)         | 39,31 | 1:17,59 (1)         | 38,79 | 157,455      |
| 2    | Peter Mueller         | 39,64 (1)         | 39,64 | 1:20,25 (6)         | 40,12 | 39,00 (4)         | 39,00 | 1:18,32 (2)         | 39,16 | 157,925      |
| 3    | Jewgeni Kulikow       | 40,40 (8)         | 40,40 | 1:20,05 (4)         | 40,02 | 38,52 (1)         | 38,52 | 1:20,03 (9)         | 40,01 | 158,960      |
| 4    | Jos Valentijn         | 39,89 (4)         | 39,89 | 1:19,75 (3)         | 39,87 | 39,07 (5)         | 39,07 | 1:20,28 (12)        | 40,14 | 158,975      |
| 5    | Kay Arne Stenshjemmet | 40,88 (14)        | 40,88 | 1:19,58 (2)         | 39,79 | 39,66 (12)        | 39,66 | 1:18,39 (3)         | 39,19 | 159,525      |
| 6    | Oloph Granath         | 39,69 (3)         | 39,69 | 1:21,89 (13)        | 40,94 | 38,95 (3)         | 38,95 | 1:20,04 (10)        | 40,02 | 159,605      |
| 7    | Eppie Bleeker         | 40,28 (7)         | 40,28 | 1:20,26 (7)         | 40,13 | 39,52 (10)        | 39,52 | 1:19,76 (7)         | 39,88 | 159,810      |
| 8    | Kai Arne Engelstad    | 40,14 (6)         | 40,14 | 1:20,17 (5)         | 40,08 | 38,93 (2)         | 38,93 | 1:21,88 (16)        | 40,94 | 160,095      |
| 9    | Dan Immerfall         | 40,08 (5)         | 40,08 | 1:21,86 (12)        | 40,93 | 39,37 (7)         | 39,37 | 1:19,67 (6)         | 39,83 | 160,215      |
| 10   | Jørn Didriksen        | 40,40 (8)         | 40,40 | 1:20,81 (8)         | 40,40 | 39,47 (8)         | 39,47 | 1:20,09 (11)        | 40,04 | 160,320      |
| 11   | Bert de Jong          | 40,62 (12)        | 40,62 | 1:20,87 (9)         | 40,43 | 40,20 (18)        | 40,20 | 1:19,29 (4)         | 39,64 | 160,900      |
| 12   | Gaétan Boucher        | 41,04 (16)        | 41,04 | 1:21,54 (11)        | 40,77 | 39,91 (14)        | 39,91 | 1:19,90 (8)         | 39,95 | 161,670      |

#### 1. Lauf 500 Meter
| Platz | Name                           | Land                 | Zeit  | Punkte |
| ----- | ------------------------------ | -------------------- | ----- | ------ |
| 1     | Peter Mueller                  | Vereinigte Staaten   | 39,64 | 39,64  |
| 2     | Eric Heiden                    | Vereinigte Staaten   | 39,68 | 39,68  |
| 3     | Oloph Granath                  | Schweden             | 39,69 | 39,69  |
| 4     | Jos Valentijn                  | Niederlande          | 39,89 | 39,89  |
| 5     | Dan Immerfall                  | Vereinigte Staaten   | 40,08 | 40,08  |
| 6     | Kai Arne Engelstad             | Norwegen             | 40,14 | 40,14  |
| 7     | Eppie Bleeker                  | Niederlande          | 40,28 | 40,28  |
| 8     | Jewgeni Kulikow Jørn Didriksen | Sowjetunion Norwegen | 40,40 | 40,40  |
| 10    | Peter Eriksson                 | Schweden             | 40,58 | 40,58  |
|       |                                |                      |       |        |
| 19    | Hubert Hirschbichler           | BR Deutschland       | 41,55 | 41,55  |
| 24    | Hans Lichtenstern              | BR Deutschland       | 41,73 | 41,73  |
| 25    | Rainer Scharrelmann            | BR Deutschland       | 41,95 | 41,95  |

#### 1. Lauf 1.000 Meter
| Platz | Name                  | Land               | Zeit    | Punkte |
| ----- | --------------------- | ------------------ | ------- | ------ |
| 1     | Eric Heiden           | Vereinigte Staaten | 1:19,34 | 39,67  |
| 2     | Kay Arne Stenshjemmet | Norwegen           | 1:19,58 | 39,79  |
| 3     | Jos Valentijn         | Niederlande        | 1:19,75 | 39,87  |
| 4     | Jewgeni Kulikow       | Sowjetunion        | 1:20,05 | 40,02  |
| 5     | Kai Arne Engelstad    | Norwegen           | 1:20,17 | 40,08  |
| 6     | Peter Mueller         | Vereinigte Staaten | 1:20,25 | 40,12  |
| 7     | Eppie Bleeker         | Niederlande        | 1:20,26 | 40,13  |
| 8     | Jørn Didriksen        | Norwegen           | 1:20,81 | 40,40  |
| 9     | Bert de Jong          | Niederlande        | 1:20,87 | 40,43  |
| 10    | Masayuki Kawahara     | Japan              | 1:21,04 | 40,52  |
|       |                       |                    |         |        |
| 22    | Hubert Hirschbichler  | BR Deutschland     | 1:23,94 | 41,97  |
| 23    | Hans Lichtenstern     | BR Deutschland     | 1:24,18 | 42,09  |
| 27    | Rainer Scharrelmann   | BR Deutschland     | 1:26,29 | 43,14  |

#### 2. Lauf 500 Meter
| Platz | Name                 | Land               | Zeit  | Punkte |
| ----- | -------------------- | ------------------ | ----- | ------ |
| 1     | Jewgeni Kulikow      | Sowjetunion        | 38,52 | 38,52  |
| 2     | Kai Arne Engelstad   | Norwegen           | 38,93 | 38,93  |
| 3     | Oloph Granath        | Schweden           | 38,95 | 38,95  |
| 4     | Peter Mueller        | Vereinigte Staaten | 39,00 | 39,00  |
| 5     | Jos Valentijn        | Niederlande        | 39,07 | 39,07  |
| 6     | Eric Heiden          | Vereinigte Staaten | 39,31 | 39,31  |
| 7     | Dan Immerfall        | Vereinigte Staaten | 39,37 | 39,37  |
| 8     | Jørn Didriksen       | Norwegen           | 39,47 | 39,47  |
| 9     | Frode Rønning        | Norwegen           | 39,48 | 39,48  |
| 10    | Eppie Bleeker        | Niederlande        | 39,52 | 39,52  |
|       |                      |                    |       |        |
| 20    | Hans Lichtenstern    | BR Deutschland     | 40,45 | 40,45  |
| 23    | Hubert Hirschbichler | BR Deutschland     | 40,81 | 40,81  |
| 24    | Rainer Scharrelmann  | BR Deutschland     | 40,85 | 40,85  |

#### 2. Lauf 1.000 Meter
| Platz | Name                  | Land               | Zeit    | Punkte |
| ----- | --------------------- | ------------------ | ------- | ------ |
| 1     | Eric Heiden           | Vereinigte Staaten | 1:17,59 | 38,79  |
| 2     | Peter Mueller         | Vereinigte Staaten | 1:18,32 | 39,16  |
| 3     | Kay Arne Stenshjemmet | Norwegen           | 1:18,39 | 39,19  |
| 4     | Bert de Jong          | Niederlande        | 1:19,29 | 39,64  |
| 5     | Masayuki Kawahara     | Japan              | 1:19,46 | 39,73  |
| 6     | Dan Immerfall         | Vereinigte Staaten | 1:19,67 | 39,83  |
| 7     | Eppie Bleeker         | Niederlande        | 1:19,76 | 39,88  |
| 8     | Gaétan Boucher        | Kanada             | 1:19,90 | 39,95  |
| 9     | Jewgeni Kulikow       | Sowjetunion        | 1:20,03 | 40,01  |
| 10    | Oloph Granath         | Schweden           | 1:20,04 | 40,02  |
|       |                       |                    |         |        |
| 23    | Hans Lichtenstern     | BR Deutschland     | 1:23,15 | 41,57  |
| 25    | Hubert Hirschbichler  | BR Deutschland     | 1:23,28 | 41,64  |
| 29    | Rainer Scharrelmann   | BR Deutschland     | 1:26,58 | 43,29  |